# Élection sénatoriale de 2008 en Illinois
Les élections sénatoriales américaines de 2008 ont eu lieu le 4 novembre dans l'Illinois. Dans cet état, les élections primaires du parti démocrate et du parti républicain ont eu lieu le 5 février 2008. Lors de l'élection générale, le sénateur démocrate sortant Richard Durbin fut largement réélu pour un troisième mandat.

## Contexte
Dès la parution des premiers sondages, cette élection fut considérée comme peu compétitive, tant l'avance du sénateur Durbin fut large et ceux pendant toute la campagne. Les principaux sondeurs, à l'instar de Congressional Quarterly classe la sénatoriale de l'Illinois comme "sur pour les démocrates" ("Safe Democratic").
Cette sénatoriale a eu lieu simultanément avec la présidentielle de 2008. Alors que pour l'élection présidentielle Barack Obama obtient 62 % des voix dans l'Illinois, Dick Durbin obtient quant à lui 68 % des voix et remporte la totalité des comtés de l'Illinois à l'exception de ceux d'Edwards, Johnson, Wayne et Woodford.
Durbin améliora sensiblement son score par rapport à la dernière élection sénatoriale, ceci s'explique en partie par le manque de notoriété de son concurrent républicain et par la large victoire de Barack Obama et des démocrates au niveau national.

## Élections primaires

### Primaire démocrate

#### Vainqueur
Le 5 février 2008, Dick Durbin, sénateur fédéral de l'Illinois depuis 1997, remporte l'investiture démocrate.
| Primaire démocrate : 5 février 2008 | Primaire démocrate : 5 février 2008 | Primaire démocrate : 5 février 2008 | Primaire démocrate : 5 février 2008 | Primaire démocrate : 5 février 2008 | Primaire démocrate : 5 février 2008 |
| Partis                              | Partis                              | Candidats                           | Voix                                | %                                   |                                     |
| ----------------------------------- | ----------------------------------- | ----------------------------------- | ----------------------------------- | ----------------------------------- | ----------------------------------- |
|                                     | Parti démocrate                     | Dick Durbin                         | 1 653 833                           | 100.0                               |                                     |

### Primaire républicaine

#### Vainqueur
Le 5 février 2008, le médecin Steve Sauerberg remporte l'investiture républicaine.
| Primaire républicaine : 5 février 2008 | Primaire républicaine : 5 février 2008 | Primaire républicaine : 5 février 2008 | Primaire républicaine : 5 février 2008 | Primaire républicaine : 5 février 2008 | Primaire républicaine : 5 février 2008 |
| Partis                                 | Partis                                 | Candidats                              | Voix                                   | %                                      |                                        |
| -------------------------------------- | -------------------------------------- | -------------------------------------- | -------------------------------------- | -------------------------------------- | -------------------------------------- |
|                                        | Parti républicain                      | Steven Sauerberg                       | 395 199                                | 55.6                                   |                                        |
|                                        | Parti républicain                      | Andy Martin                            | 240 548                                | 33.9                                   |                                        |
|                                        | Parti républicain                      | Mike Psak                              | 74 829                                 | 10.5                                   |                                        |

##### Steve Sauerberg
Steve Sauerberg (né le 3 avril 1953), est un médecin américain, principalement connu pour avoir été le candidat républicain à l'élection sénatoriale américaine de 2008 en Illinois. Sauerberg est originaire de Berwyn dans l'Illinois, et a grandi à LaGrange.

## Élection générale

### Résultats
| Élection générale : 4 novembre 2008 | Élection générale : 4 novembre 2008 | Élection générale : 4 novembre 2008 | Élection générale : 4 novembre 2008 | Élection générale : 4 novembre 2008 | Élection générale : 4 novembre 2008 |
| Partis                              | Partis                              | Candidats                           | Voix                                | %                                   |                                     |
| ----------------------------------- | ----------------------------------- | ----------------------------------- | ----------------------------------- | ----------------------------------- | ----------------------------------- |
|                                     | Parti démocrate                     | Dick Durbin                         | 3 613 210                           | 67.82                               |                                     |
|                                     | Parti républicain                   | Steve Sauerberg                     | 1 520 896                           | 28.55                               |                                     |
|                                     | Tiers partis et indépendants        | Autres candidats                    | 193 437                             | 3.63                                |                                     |

## Sondages
| Source du sondage | Date de réalisation | Dick Durbin | Steven Sauerberg |
| ----------------- | ------------------- | ----------- | ---------------- |
| Rasmussen Reports | 13 octobre 2008     | 62 %        | 31 %             |
| Rasmussen Reports | 17 septembre 2008   | 59 %        | 35 %             |
| Rasmussen Reports | 12 août 2008        | 61 %        | 33 %             |
| Southern Outreach | 15 juillet 2008     | 52 %        | 35 %             |
| Rasmussen Reports | 8 juillet 2008      | 63 %        | 28 %             |